# Tanza
Tanza est une municipalité de la province de Cavite, aux Philippines.